# Cleveland megye (Oklahoma)
Cleveland megye az Amerikai Egyesült Államokban, azon belül Oklahoma államban található. Megyeszékhelye és legnagyobb városa Norman. Lakosainak száma 295 528 fő (2020. április 1.). Cleveland megye Oklahoma, McClain, Pottawatomie és Canadian megyékkel határos.

## Népesség
A megye népességének változása:
| Lakosok száma | 256 918 | 261 499 | 265 675 | 269 340 | 274 458 | 295 528 |
|               | 2010    | 2011    | 2012    | 2013    | 2015    | 2020    |